# Lordotus zona
Lordotus zona är en tvåvingeart som beskrevs av Daniel William Coquillett 1887. Lordotus zona ingår i släktet Lordotus och familjen svävflugor. Inga underarter finns listade i Catalogue of Life.